# دنکورو

دنکورو شهری در شهرستان سولنزو در استان بانوا در بورکینافاسوی غربی است و جمعیت آن ۲,۴۹۰ نفر است.